# بيدرو دوكي
بيدرو دوكي (بالإسبانية: Pedro Duque)‏ (و. 1963 – م) هو مهندس، ورائد فضاء من إسبانيا . ولد في مدريد .
وهو عضو في الأكاديمية الملكية للهندسة في إسبانيا .

## ريادة الفضاء
شارك في المهمات الفضائية:
- STS-95
- Soyuz TMA-3
- Soyuz TMA-2.

## جوائز
حصل على جوائز منها:
- Princess of Asturias Award for International Cooperation
- Medal "For Merit in Space Exploration".

## روابط خارجية
- بيدرو دوكي على موقع IMDb (الإنجليزية)
- بيدرو دوكي على موقع الموسوعة البريطانية (الإنجليزية)
- بيدرو دوكي على موقع قاعدة بيانات الفيلم (الإنجليزية)